# Jean D'Amérique
Jean D'Amérique, né Jean Civilus, le 4 décembre 1994 à Côtes-de-Fer en Haïti, est un poète et dramaturge haïtien. Il a été récompensé plusieurs fois pour ses travaux littéraires.

## Biographie
Il est né à Côtes-de-Fer (Haïti) en 1994. En 2015, il publie son premier recueil de poèmes, Petite fleur du ghetto, mention spéciale du Prix René-Philoctète et sélection au prix Révélation Poésie de la Société des gens de lettres. En 2017, il enchaîne avec Nul chemin dans la peau que saignante étreinte, « collier de ciel et de sang ». Ce recueil est finaliste du prix Fetkann de la poésie et lauréat du prix de poésie de la vocation, décerné par la Fondation Marcel Bleustein-Blanchet.
En 2019, installé entre Paris et Bruxelles, Jean D’Amérique, avec le collectif Loque Urbaine, crée Transe Poétique, festival international établi à Port-au-Prince et qui met en avant la poésie.
Poète, dramaturge, il anime des ateliers d’écriture, contribue à plusieurs revues littéraires et récite ses textes poétiques sur scène. Il est l’auteur de plusieurs pièces de théâtre, souvent repérées par des dispositifs dédiés aux écritures dramatiques contemporaines, et mises en lecture ou au plateau.
En 2020, il publie sa première pièce de théâtre, Cathédrale des cochons, aux Éditions théâtrales. Dans le cadre des 31e Journées de Lyon des Auteurs de Théâtre dont il est lauréat du Prix Jean-Jacques Lerrant, le texte est mis en voix le 2 octobre 2020 au NTH8 par Christian Taponard, avec Jean-Malik Amara. Ce texte est également finaliste du Prix RFI Théâtre 2019, puis sélectionné par les comités de lecture de Troisième Bureau et du conservatoire de Lyon en 2020. La même année, Jean D’Amérique publie chez Cheyne éditeur Atelier du silence, son troisième recueil de poèmes. Jean D’Amérique décroche le prix Apollinaire Découverte 2021.
Il publie en 2021 son premier roman, Soleil à coudre, qui reçoit le prix Montluc Résistance et Liberté 2022.
Jean D'Amérique est lauréat du prix Jacques Scherer pour le théâtre 2022 grâce à sa pièce « Opéra poussière ».
En 2024, Jean d'Amérique est parrain du prix Écrire l'Europe - Louise Weiss, organisé par l'université de Strasbourg. Il est également écrivain en résidence « Écrire l'Europe ».

## Œuvres
- Petite fleur du ghetto, Atelier Jeudi Soir, 2015[20]
- Nul chemin dans la peau que saignante étreinte, Cheyne éditeur, 2017
- Atelier du silence, Cheyne éditeur, 2020.
- Cathédrale des cochons, éditions Théâtrales, 2020.
- Soleil à coudre, éditions Actes Sud, 2021.
- Rhapsodie rouge, Cheyne éditeur, 2021[21].
- Rachida debout, Cheyne éditeur, 2022.
- Opéra poussière, éditions Théâtrales, 2022.
- Quelque pays parmi mes plaintes, Cheyne éditeur, 2023.

## Distinctions
- 2015 : Mention spéciale prix René-Philoctète de la poésie[22]
- 2016 : Finaliste du prix Révélation poésie de la SGDL[23]
- 2017 : Lauréat du prix de poésie de la vocation[24]
- 2018 : Finaliste du prix Fetkann de poésie[25]
- 2019 : Finaliste du prix RFI-Théâtre pour Avilir les ténèbres[26] (2018) et Cathédrale des cochons[27]
- 2019 : Sélection Texte En Cours pour Avilir les ténèbres[28]
- 2020 : Sélection Troisième Bureau / Regards Croisés pour Cathédrale des cochons[29]
- 2021 : Lauréat du prix RFI théâtre pour Opéra poussière[30]
- 2022 : Prix Heredia de l'Académie française pour Rhapsodie rouge
- 2023 : Maître ès jeux de l'Académie des Jeux floraux,  depuis le 4 mai 2023